# William Dunham
Pour les articles homonymes, voir Dunham (homonymie).
Ne doit pas être confondu avec William Dunham (médiéviste).
William Dunham est un écrivain américain qui a initialement fait des études de topologie, mais il est devenu intéressé par l'histoire des mathématiques. Il a reçu plusieurs prix pour l'écriture et l'enseignement sur ce sujet.

## Éducation
Dunham a reçu son baccalauréat en sciences à l'université de Pittsburgh en 1969, sa maîtrise en sciences à l'université d'État de l'Ohio en 1970 et son doctorat dans le même établissement en 1974.

## Écrits
Dunham a reçu de l'American Association of Publishers la récompense du Best Mathematics Book 1994 pour son livre The Mathematical Universe. Dans Euler: The Master of Us All, il analyse les impressionnants travaux mathématiques de Leonhard Euler. Il enseigne au Muhlenberg College à Allentown en Pennsylvanie.
Il a écrit un chapitre « Euler et le théorème fondamental de l'algèbre » dans le livre The Genius of Euler, publié en 2007 pour célébrer le 300e anniversaire de la naissance d'Euler.

## Travaux
- (en) Journey Through Genius : The Great Theorems of Mathematics, New York, John Wiley & Sons, 1990, 300 p. (ISBN 978-0-471-50030-8, LCCN 89027366).
- (en) The Mathematical Universe, New York, John Wiley & Sons, 1994, 314 p. (ISBN 978-0-471-53656-7)
- (en) Euler : The Master of Us All, Washington, MAA, 1999, 185 p. (ISBN 978-0-88385-328-3, LCCN 98088271, présentation en ligne)
- (en) « Euler and the Fundamental Theorem of Algebra », dans The Genius of Euler: Reflections on his Life and Work, Washington, MAA, 2007 (ISBN 978-0-88385-558-4, LCCN 2006933949, présentation en ligne)
- (en) The Calculus Gallery: Masterpieces from Newton to Lebesgue  (ISBN 978-0-691-13626-4) Princeton University Press. 2005

## Prix et distinctions
- Prix Allendoerfer 2019[2]
- Prix Chauvenet 2022